# Doberdò del Lago
Doberdò del Lago é uma comuna italiana da região do Friuli-Venezia Giulia, província de Gorizia, com cerca de 1.410 habitantes. Estende-se por uma área de 26 km², tendo uma densidade populacional de 54 hab/km². Faz fronteira com Duino-Aurisina (TS), Fogliano Redipuglia, Monfalcone, Ronchi dei Legionari, Sagrado, Savogna d'Isonzo.

## Demografia
| Variação demográfica do município entre 1861 e 2011                               |
|                                                                                   |
| Fonte: Istituto Nazionale di Statistica (ISTAT) - Elaboração gráfica da Wikipedia |